# Anrijs Matīss
Anrijs Matīss (ur. 13 września 1973 w Rydze) – łotewski inżynier, urzędnik państwowy i polityk, minister komunikacji w rządach Valdisa Dombrovskisa i Laimdoty Straujumy (2013–2015), poseł na Sejm Republiki Łotewskiej.

## Życiorys
W latach 1991–1996 studiował na Ryskim Uniwersytecie Technicznym, uzyskując kolejno licencjat i magisterium z nauk inżynieryjnych.
W 1993 podjął pracę w Ministerstwie Gospodarki, pracował tam do 2003 jako główny specjalista, dyrektor wydziału, zastępca oraz dyrektor departamentu. Od 2003 do 2004 zasiadał w radzie specjalnej strefy ekonomicznej w Rzeżycy. Był przedstawicielem skarbu państwa w norwesko-łotewskim funduszu rozwoju przedsiębiorczości (2004–2006). Pełnił także obowiązki dyrektora Łotewskiej Agencji Inwestycji i Rozwoju (2006) oraz członka zarządu państwowej agencji „Łotewskie Narodowe Centrum Metrologii” (2006–2008). Wchodził w skład rady do spraw polityki zagranicznej przy MSZ (2005–2007). W 2010 został członkiem zarządu specjalnej strefy ekonomicznej w Lipawie. W 2012 został wybrany w skład zarządu portu w Windawie.
W latach 2003–2008 sprawował funkcję zastępcy sekretarza stanu w Ministerstwie Gospodarki ds. przemysłu, przedsiębiorczości oraz rynku wewnętrznego. Od 2008 do 2009 był sekretarzem stanu w tymże ministerstwie. W latach 2009–2013 pełnił funkcję sekretarza stanu w Ministerstwie Transportu.
1 marca 2013 został wybrany przez Sejm na stanowisko ministra komunikacji w rządzie Valdisa Dombrovskisa, zastępując w tej funkcji Aivisa Ronisa. Za jego powołaniem głosowały wszystkie frakcje sejmowe oprócz narodowców. Funkcję ministra zachował styczniu 2014 w nowym rządzie Laimdoty Straujumy. W lutym 2014 przystąpił do partii Jedność. W wyborach w 2014 uzyskał mandat posła na Sejm XII kadencji listy Jedności. Ponownie w listopadzie tegoż roku objął funkcję ministra transportu w drugim rządzie dotychczasowej premier. W listopadzie 2015 został zdymisjonowany z pełnionej funkcji, odnowił mandat poselski.
W 2018 związał się z Socjaldemokratyczną Partią „Zgoda”.

## Życie prywatne
Żonaty, ma dwóch synów i córkę.